# Flowing Portraits
Flowing Portraits è il primo album in studio dei Soul Secret, pubblicato nel 2008.
L'intero album è stato cantato da Mark Basile dei DGM in quanto il cantante ufficiale della band, Michele Serpico, ebbe problemi di salute poco prima di entrare in studio.

## Tracce
1. Dance Of The Waves - 7:23 - (musica dei Soul Secret - testo di Michele Serpico)
2. First Creature - 7:35 - (Soul Secret - Serpico)
3. Inner War - 8:08 - (Soul Secret - Serpico)
4. Learning To Lose - 7:12 - (Soul Secret - Serpico)
5. Regrets - 4:28 - (Soul Secret - Serpico)
6. Tears Of Kalliroe - 16:42

 I. Sailing In The Arms Of The Ocean (strumentale) - (Di Gennaro) 
 II. Be My Temple - (Soul Secret - Serpico) 
 III. Moving Silhouettes - (Soul Secret - Serpico) 
 IV. Against My Own Mind (strumentale) - (Soul Secret) 
 V. Baptism Of Flaming Waters - (Soul Secret - Serpico) 

## Formazione
- Luca Di Gennaro – tastiere e piano Rhodes
- Lucio Grilli – basso
- Antonio Mocerino – batteria
- Michele Serpico – testi e linee vocali
- Antonio Vittozzi – chitarre

Ospiti
- Mark Basile – voce

Produzione
- Salvio Imparato - ingegnere del suono, missaggio
- Karl Groom - mastering
- Nello Dell'Omo - artwork